# آب‌انبار ملاقدیری
آب‌انبار ملاقدیری مربوط به دوره پهلوی است و در مهریز، محله بغدادآباد، خیابان منتظری، کوچه شهید لجه، جنب مسجد ملا قدیری واقع شده و این اثر در تاریخ ۲۶ اسفند ۱۳۸۶ با شمارهٔ ثبت ۲۲۱۲۴ به‌عنوان یکی از آثار ملی ایران به ثبت رسیده است.